# Facultat d'Informàtica de Barcelona
La Facultat d'Informàtica de Barcelona (FIB) és el centre de referència en els estudis d'informàtica de la Universitat Politècnica de Catalunya. Va ser fundada el 1976 per impartir la llicenciatura d'informàtica de la UPC. Les activitats docents van començar el curs 1977-1978, realitzant assignatures de segon i tercer cicle. Al curs 1979-1980 va començar a admetre estudiants de primer cicle. Al curs 1988-1989 es va crear la diplomatura. Actualment, la FIB està situada al Campus Nord, espai que comparteix amb l'Escola Tècnica Superior d'Enginyers de Camins, Canals i Ports de Barcelona (ETSECCPB) i amb l'Escola Tècnica Superior d'Enginyeria de Telecomunicació de Barcelona (ETSETB).

## inLab FIB
L'inLab FIB és un laboratori d'innovació i recerca de la Facultat d'Informàtica de Barcelona de la UPC, especialitzat en aplicacions i serveis basats en les últimes tecnologies. Té més de 40 anys d'experiència col·laborant en projectes innovadors, desenvolupant solucions a mida per a entitats públiques i privades, i oferint el servei de laboratoris d'aprenentatge especialitzats en l'enginyeria informàtica.
La recerca de l'inLab FIB es troba organitzada en set grans àrees: Modelització, simulació i optimització, Smart Mobility, Data Science i Big Data, Seguretat Informàtica, Solucions Mòbils, Entorns i serveis TIC de suport a l'aprenentatge i Enginyeria de Serveis i del Software

## Estudis
A la Facultat d'Informàtica es poden cursar les següents titulacions:

### Graus[8]
- Grau en Enginyeria Informàtica (GEI)
- Grau en Ciència i Enginyeria de Dades (GCED) (Grau impartit conjuntament amb l'FME i l'ETSETB)
- Grau en Intel·ligència Artificial (GIA)
- Grau en Bioinformàtica (Grau coordinat per l'ESCI-UPF i amb la participació de la UB i la UPC)

### Màsters[9]
- Màster en Enginyeria Informàtica (MEI)
- Màster en Enginyeria Informàtica (MEI) - Modalitat Empresa
- Màster en Innovació i Recerca en Informàtica (MIRI)
- Màster en Intel·ligència Artificial (MAI)
- Màster en Ciència de Dades (MDS)
- Màster en Ciberseguretat
- Màster Erasmus Mundus en Big Data Management and Analytics (BDMA)
- Màster en Formació del Professorat d'Educació Secundària Obligatòria i Batxillerat, Formació Professional i Ensenyament d'Idiomes

### Doctorats
- Doctorat en Arquitectura de Computadors
- Doctorat en Computació
- Doctorat en Intel·ligència Artificial
- Erasmus Mundus Joint Doctorate in Distributed Computing
- Erasmus Mundus Joint Doctorate in Information Technologies for Business Intelligence

## Departaments
Aquest són els departaments a qui la facultat encarrega la docència de les seves assignatures:
- Departament d'Arquitectura de Computadors
- Departament Ciències de la Computació
- Departament d'Enginyeria de Serveis i Sistemes d'Informació
- Departament d'Enginyeria de Sistemes, Automàtica i Informàtica Industrial
- Departament d'Estadística i Investigació Operativa
- Departament de Física
- Departament de Matemàtiques
- Departament d'Organització d'Empreses

## Associacions d'estudiants[10]
La FIB compta amb un munt d'associacions d'estudiants. Aquestes són algunes de les més actives:
- VGAFIB: assosiació de videojocs
- SVGA: associacoó de sèries i videojocs
- Linux UPC: associació de promoció del codi lliure (entre d'altres)
- L'Oasi: associació cultural
- Jedi: associació de formacions
- Hackers@UPC: associació organitzadora de Hackathons
- FIB Alumni: associació d'antics alumnes de la FIB
- FIB Visiona: associació de contacte entre estudiants i professionals
- DEFIB: la delegació d'estudiants de la FIB
- FiberParty: associació organitzadora d'esdeveniments i competicions
- FestaFIB: associació organitzadora de la festa de la Facultat